# 朱公乡
朱公乡，是中华人民共和国四川省巴中市南江县曾经下辖的一个乡。2019年12月，撤销朱公乡，所属行政区域划归正直镇管辖。

## 行政区划
朱公乡撤销前下辖以下地区：
朱公社区、朱公村、官地坪村、刘家磅村、杨岭村、斜岩扁村、桐岭村、锦鸡垭村、百坪村和方山村。